# Säv
Säv (Schoenoplectus lacustris), även kallad kolvass (ibland stavat kålvass) är en växtart i skärmagssläktet i familjen halvgräs.  Den har små blommor. Säv växer i vatten och sumpmark.
Växter med namnet säv finns också i andra släkten, till exempel skogssäv, bågsäv, borstsäv, flytsäv, tuvsäv, ullsäv, plattsäv, rödsäv, knappsäv och agnsäv.

## Sorter
Sorten 'Albescens' har delvis gula stjälkar och odlas ibland som trädgårdsväxt. En annan sort är 'Zebrinus' som är tvärstrimmig.

## Synonymer
Cyperus lacustris (L.) E.H.L.Krause
Eleogiton duvalii Fourr.
Eleogiton lacustris (L.) Fourr.
Juncus zebrinus hort. ex André = 'Zebrinus'
Scirpus custoris Hegetschw.
Scirpus kalmusii Asch., Abrom. & Graebn.
Scirpus lacustris f. foliosus Des Moul.
Scirpus lacustris L.
Scirpus lacustris subsp. flevensis D.Bakker
Scirpus lacustris subvar. fluitans Coss. & Germ.
Scirpus lacustris var. fluitans (Coss. & Germ.) Rouy
Scirpus lacustris var. foliosus (Des Moul.) Rouy
Scirpus lacustris var. kalmusii (Asch., Abrom. & Graebn.) P.Fourn.
Scirpus macrophyllus Schult.
Scirpus rothii Meinsh. nom. illeg.